# Libňatov
Libňatov (německy Liebenthal) je obec na severovýchodě České republiky, v okrese Trutnov v Královéhradeckém kraji. Leží asi 3,5 kilometru jižně od města Úpice a jedenáct kilometrů jihovýchodně od města Trutnov, necelých čtrnáct kilometrů od polských hranic. Žije zde 415 obyvatel.

## Historie
První zmínky o založení obce spadají do 13. století našeho letopočtu. Jméno Libňatov se postupně vyvinulo z Ljubnatóv a Libnětov do současné podoby. Zmínky o Pavlovi z Libnětova je možné najít v kronikách píšících o roku 1461 - mělo jít o majitele v té době rozsáhlého statku. Usuzuje se, že právě od Libnětova statku se postupně odvodil název obce. V roce 1534 připadl Libňatov do panství náchodskému. Do té doby spadal pod panství ryzmburské. Za první světové války bylo povoláno do pohotovosti 130 občanů, přičemž 20 z nich bylo zajato a dalších 16 se stalo nezvěstnými. O Svobodném (viz zmínka výše) se vedou první zmínky v roce 1581, na mapě z roku 1840 jsou ve Svobodném zakresleny tři usedlosti.

## Poloha obce

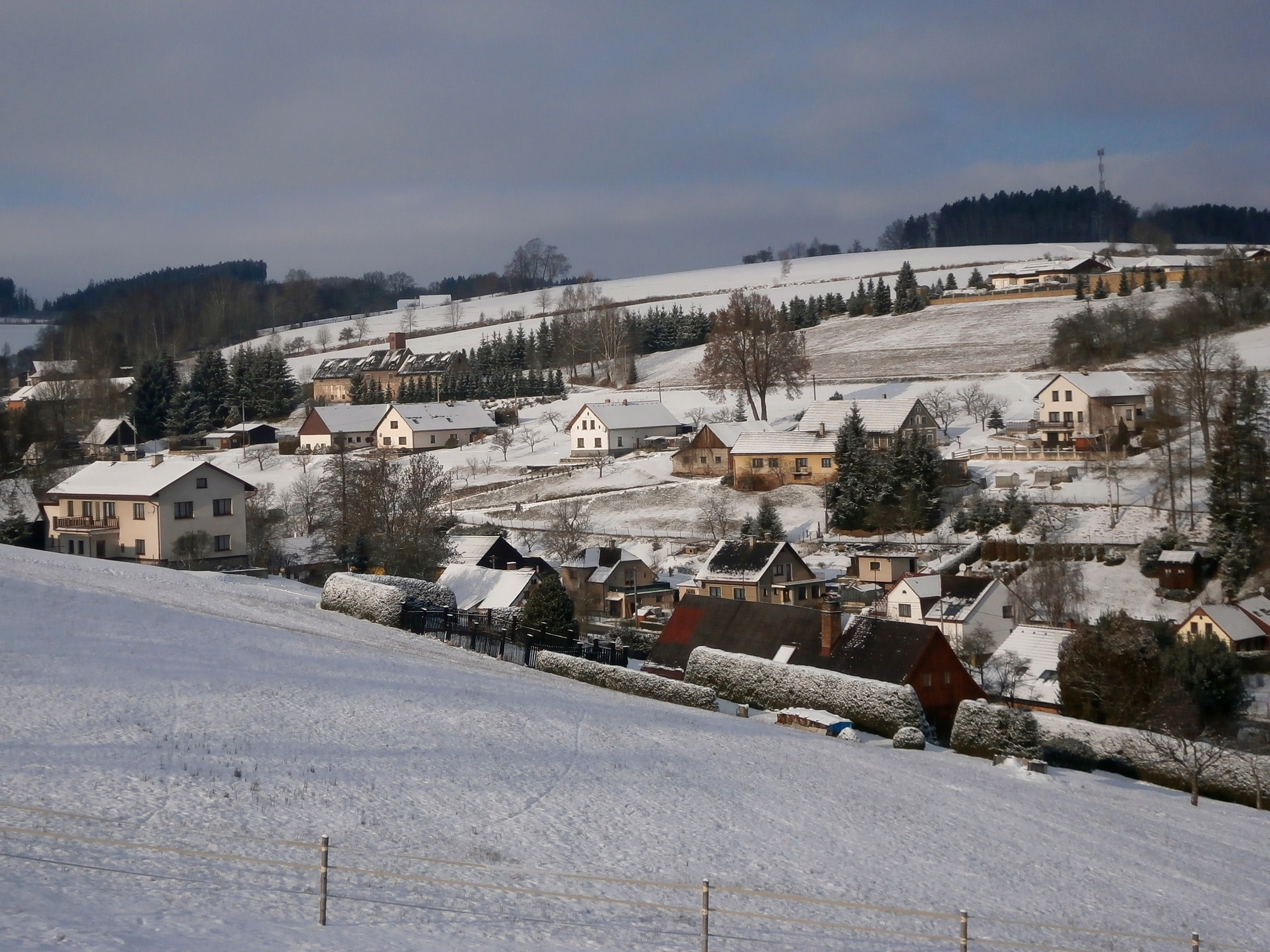
Libňatov

Obec hraničí celkem s 9 dalšími sídly - Havlovicemi, Slatinou nad Úpou, Mečovem, Křižanovem, Posadovem, Proruby, Maršovem, Úpicí a Radčí. S obcemi Křižanov a Havlovice je přímo propojená hlavní silnicí II/304, která byla vybudována v letech 1906–1910. Přímo z hlavní silnice také vede vedlejší cesta do Maršova a do osady Svobodné.
Celou obcí protéká potok Maršovka (směrem od Maršova), na který se v obci napojují dva silnější prameny. Ve vedlejší obci Havlovice už protéká řeka Úpa.

## Prostředí
Celková plocha obce je zhruba 582 hektarů a najdeme zde z hlavní části lesy - jehličnaté i listnaté, v sezóně úrodné na houby i lesní ovoce. Mimo zastavěné plochy tu jsou louky a orná půda. Půda v obci je ve vyšší části písčitá a na níže položené ploše jílovitá.
Kromě zhruba 3 výjimek na tzv. dolním konci Libňatova jsou veškeré domy napojené na vodovod a elektrický rozvod. V obci není dostupný rozvod plynový a ani není zřízena centrální kanalizace.
V horní části Libňatova je dnes už nepoužívaná vodní nádrž.

## Obyvatelstvo
| Rok            | 1869 | 1880 | 1890 | 1900 | 1910 | 1921 | 1930 | 1950 | 1961 | 1970 | 1980 | 1991 | 2001 | 2011 | 2021 |
| -------------- | ---- | ---- | ---- | ---- | ---- | ---- | ---- | ---- | ---- | ---- | ---- | ---- | ---- | ---- | ---- |
| Počet obyvatel | 799  | 820  | 768  | 730  | 701  | 594  | 639  | 490  | 456  | 423  | 390  | 375  | 364  | 364  | 360  |
| Počet domů     | 141  | 146  | 142  | 143  | 143  | 143  | 164  | 181  | 150  | 141  | 122  | 172  | 174  | 176  | 187  |

## Obecní správa

### Obecní symboly
Znak a vlajka byly obci uděleny rozhodnutím předsedkyně Poslanecké sněmovny Parlamentu České republiky dne 12. dubna 2013.

## Služby
V obci funguje pošta, kulturní dům i obchod se smíšených zbožím. Nalezneme zde úspěšně fungující mateřskou školku.

## Spolky a sdružení
Obec Libňatov je členem Svazku obcí Jestřebí hory (Dobrovolný svazek obcí) a zároveň partnerem Místní akční skupiny Království - Jestřebí hory.
Figuruje zde několik aktivních spolků - Sbor dobrovolných hasičů, Český Červený kříž, Český zahrádkářský svaz, T. J. Sokol, Fotbalový klub Barchovan a Osvětová beseda.

## Osada Svobodné
Kromě vlastní obce se na severu postupně rozvinula osada Svobodné. Po cestě do osady se můžeme dostat do nejlepšího vyhlídkového místa obce, je umístěno 460 m n. m. a naproti můžeme vidět osadu Zada v jihovýchodní části obce. Jméno "Svobodné" vzniklo nejspíš díky tomu, že usedlost v této oblasti byla v minulosti osvobozená od roboty.

## Pamětihodnosti
V horní části obce je možné nalézt původní zvonici z roku 1835, které je nepsaným znakem obce a kulturní památkou ve které se dodnes pravidelně vyzvání.

## Školství
V obci už od roku 1982 nefunguje základní škola. Děti, které spadají do prvních čtyř tříd dojíždějí do sousedních Havlovic nebo Hořiček, devítiletá škola je potom v Úpici - městě vzdáleném po silnici asi 6 km od Libňatova. Mateřská škola je jedna z nejvyhlášenějších v okolí. 
Historicky první škola byla v obci zřízena v roce 1773, vyučovalo se v nejrůznějších příbytcích a propůjčených budovách. V roce 1881 byla postavena budova školy, která v obci stále stojí a sídlí v ní obecní úřad.

## Sport
V obci je možné nalézt antukové hřiště a fotbalové hřiště na malou kopanou. Hřiště se využívá také pro hasičský sport.

## Galerie

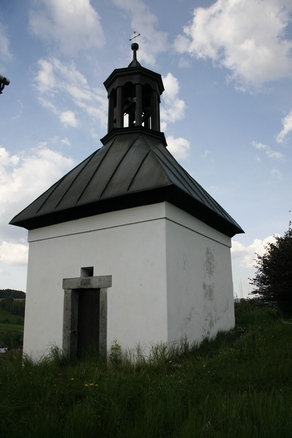
Zvonička
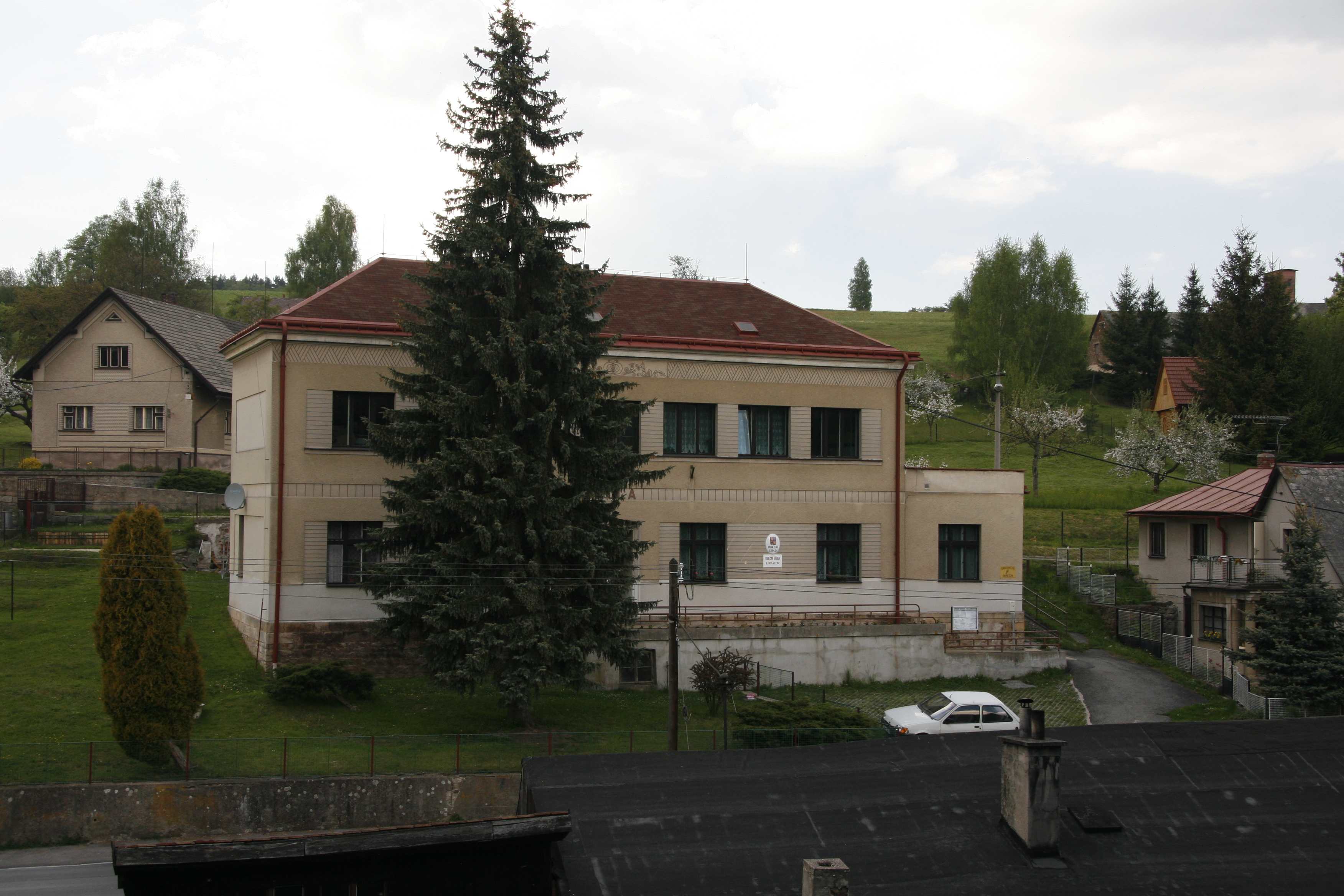
Obecní úřad
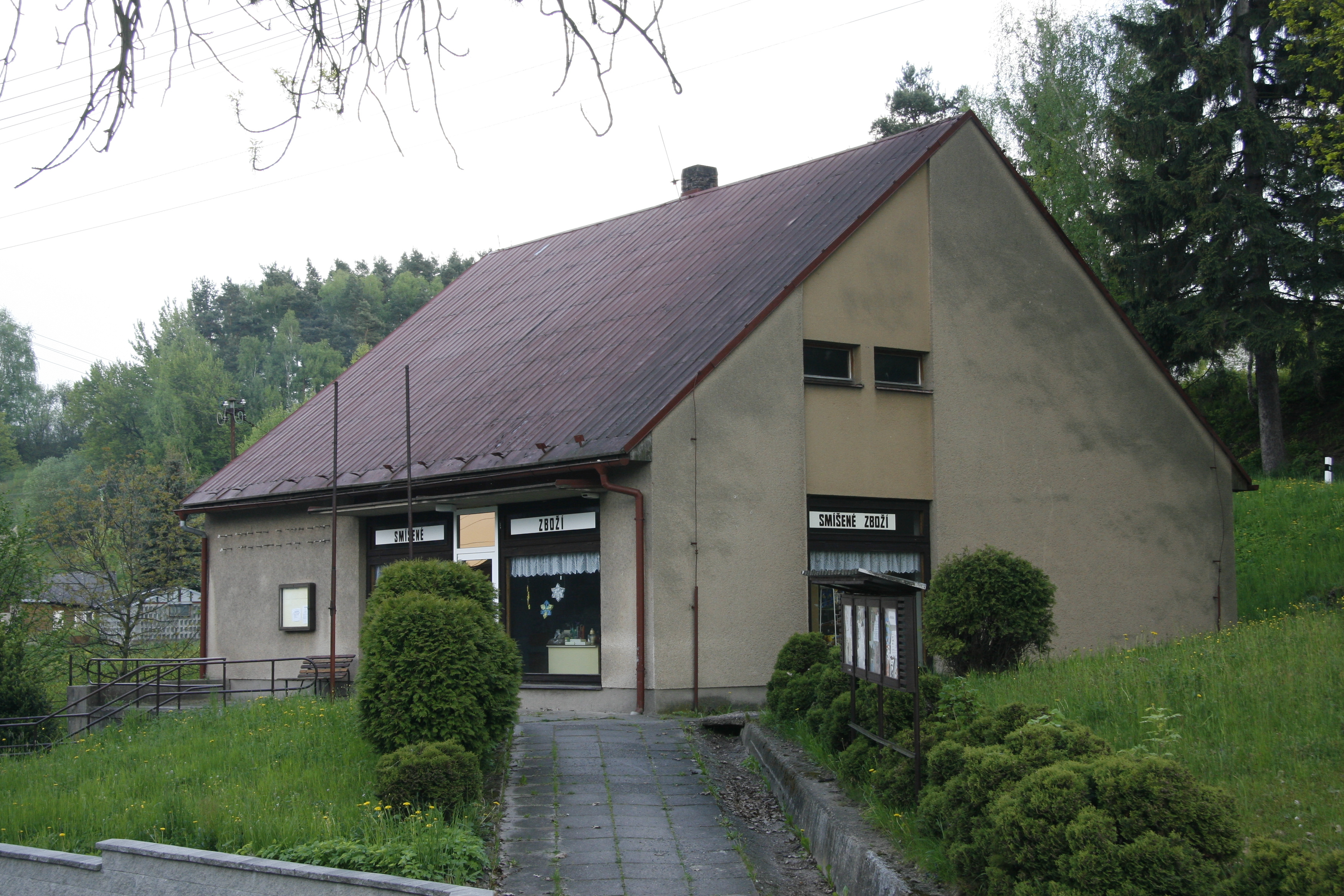
Obchod
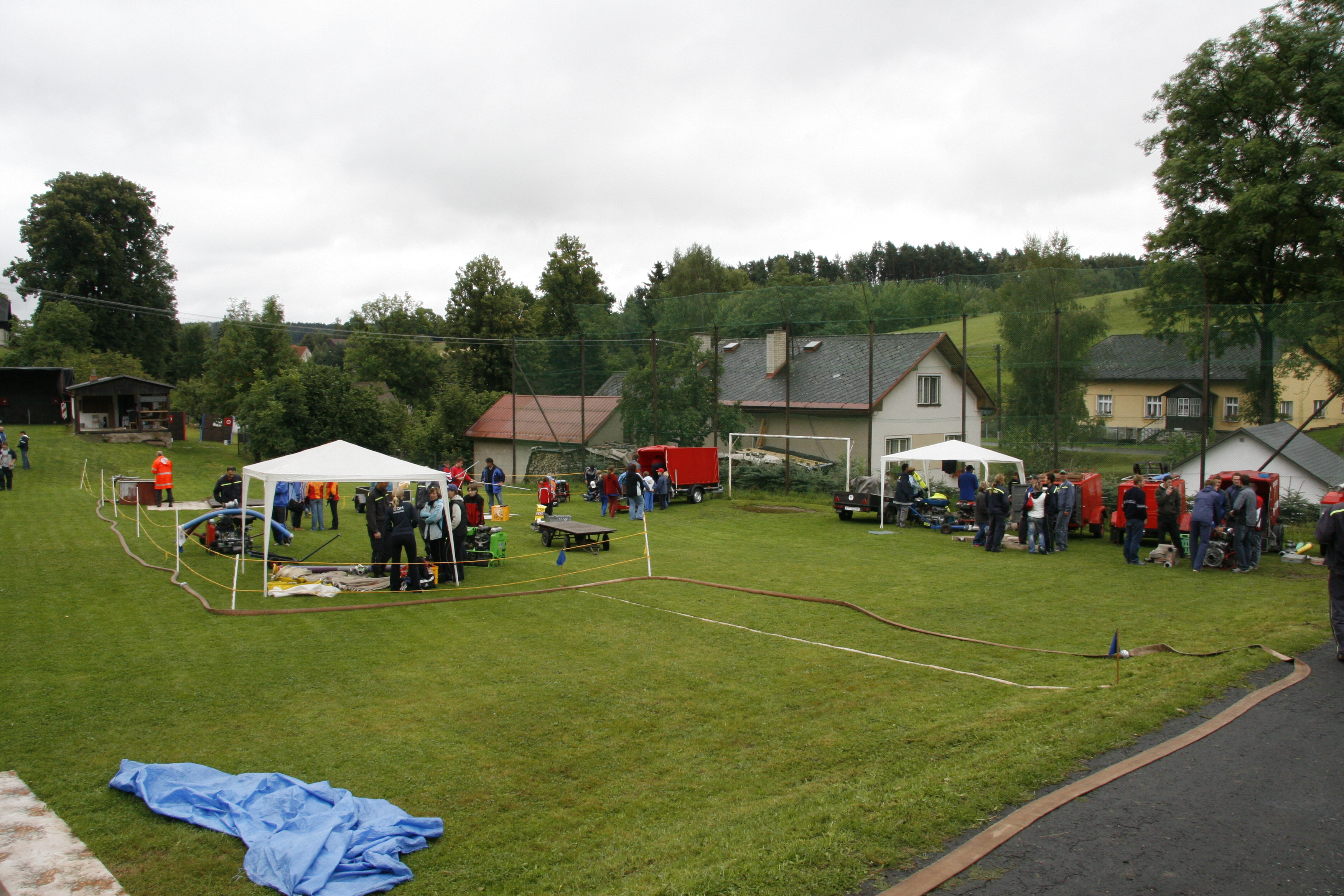
Hřiště